# Arthur Bisguier
Arthur Bernard Bisguier (New York, 8 ottobre 1929 – Framingham, 5 aprile 2017) è stato uno scacchista statunitense, Grande maestro.
Imparò gli scacchi all'età di quattro anni dal padre, un insegnante di matematica. Nel 1944 fu 3º, all'età di 15 anni, nel campionato sociale del "Bronx Empire Chess Club". Nel 1948 vinse il campionato americano juniores, ripetendo la vittoria l'anno successivo.
Nel 1954 vinse a New York il campionato americano e nel 1957 la FIDE gli riconobbe il titolo di grande maestro. Vinse tre volte (1950, 1956, 1959) il campionato americano open (U.S. Open).
Partecipò con la nazionale statunitense a cinque olimpiadi degli scacchi dal 1952 al 1972, vincendo la medaglia d'argento di squadra alle olimpiadi di Lipsia 1960.
Nel 2005 la United States Chess Federation lo ha proclamato "Decano degli scacchi statunitensi".
Oltre ai già citati, ottenne numerosi altri successi:
- 1949: vince il campionato del Manhattan Chess Club
- 1950: 1º a Southsea in Inghilterra
- 1952: 1º al torneo natalizio di Vienna con 9/11
- 1953: 1º a Filadelfia nel torneo per l'accesso al campionato USA assoluto
- 1954: 1º a Los Angeles nel Pan American Chess Championship
- 1957: =1º con Bobby Fischer al U.S. Open di Cleveland, ma Fischer si aggiudicò il titolo agli spareggi
- 1963: 2º dietro a Boris Spassky al torneo di San Juan di Porto Rico
- 1973: 1º al torneo di Lone Pine

Partecipò ai tornei interzonali di Göteborg 1955 e Stoccolma 1962, ma in entrambi i casi non ottenne il punteggio necessario per accedere al torneo dei candidati.
Arthur Bisguier è stato anche un giornalista scacchistico, collaborò spesso alla rivista Chess Life e scrisse diversi di libri di scacchi. Nel 2003 ha pubblicato, in collaborazione con Newton Berry, The Art of Bisguier (edizioni Millennium Press).